# 白バイ野郎ジョン&パンチ
『白バイ野郎ジョン&パンチ』（原題「CHiPs」）は、1977年から1983年までNBCで放映された、アメリカのテレビドラマシリーズ。全6シーズン。邦題は第5シーズンまでが『白バイ野郎ジョン&パンチ』、第6シーズンが『白バイ野郎パンチ&ボビー』。本稿では続編などシリーズ全般について記す。声優の浪川大輔のデビュー作でもある。

## 概要

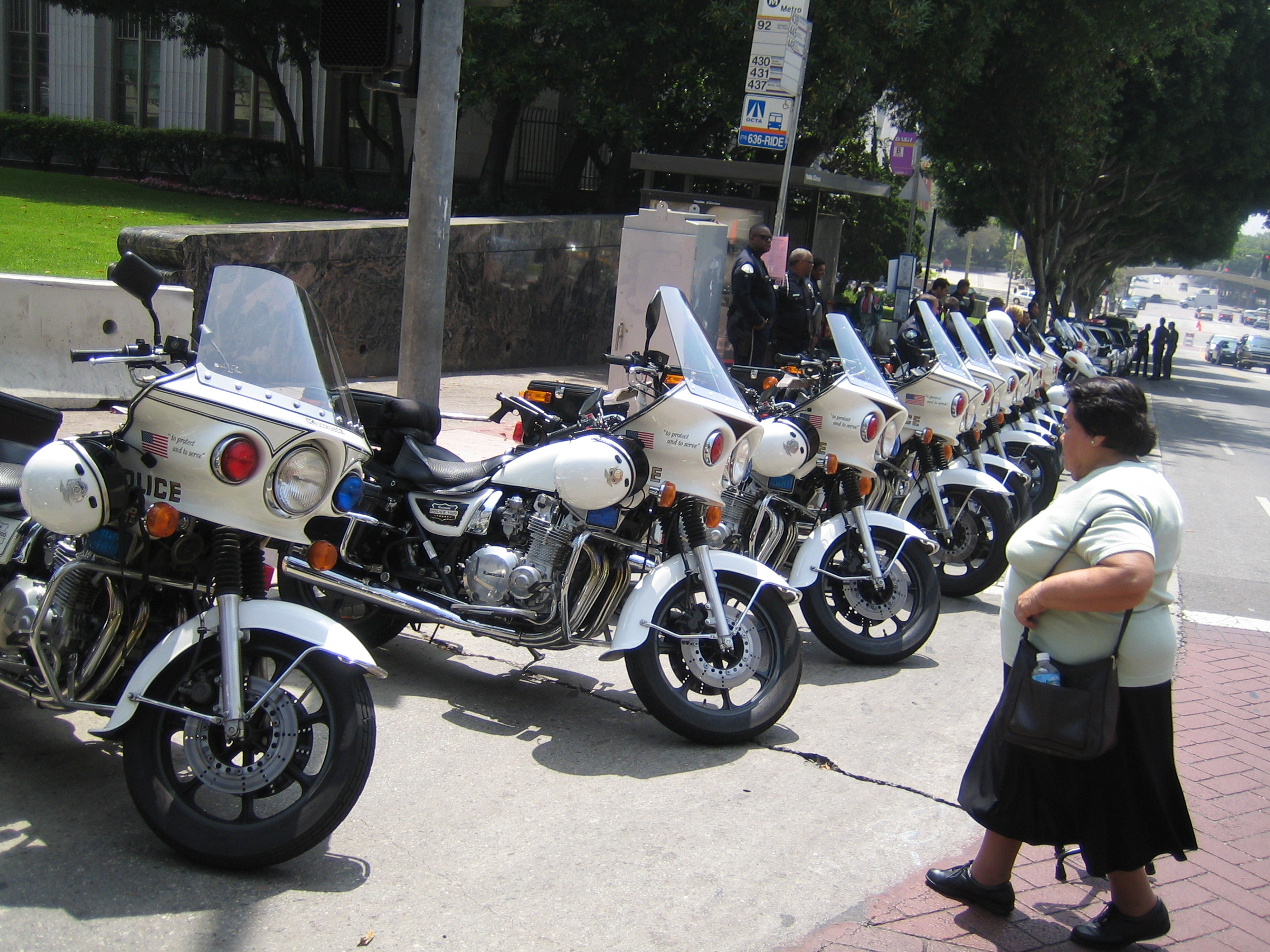
カワサキZ1000POLICE

カリフォルニア州のフリーウェイ（主にロサンゼルス近郊）を舞台に、カリフォルニア・ハイウェイパトロール (California Highway Patrol、CHP）セントラル分署の面々の活躍を描く物語。主人公の2人が乗る白バイは当時実際にCHPで採用されていたカワサキZ1000POLICE（Z1000Aの警察仕様）だった。
製作当時、アメリカにおける従来の刑事ドラマは暴力的な印象が強かった。ロサンゼルス郡保安局（LASD）の広報担当だったリック・ロズナー(Rick Rosner)は、現実の警察とドラマの中の警察のイメージのギャップに違和感を覚え、暴力シーンや銃撃戦を排した明るい警察のドラマ作りを目指した。
制作会社「ロズナー・テレビジョン」を立ち上げて生み出された本作は、主として交通取締りや事故の処理、日々の生活の中のドタバタによる明るく親切な警察を描いて人気を博し、また毎回ごとに俳優や女優、スポーツ選手などをゲストに呼ぶことでも人気であった。
なお「ロズナー・テレビジョン」の2作目は、ロズナーの古巣・LASDを舞台にした「240-Robert」（1979年8月28日 - 1981年3月21日、ABC。日本未放映）だった。
劇中では名コンビであるジョンとパンチではあったが、演じるラリー・ウィルコックスとエリック・エストラーダは実際は不仲であったのが本作品制作決定前から有名で、当時のゴシップ雑誌に掲載されており、ウィルコックス、エストラーダ本人も認めていた。特にパンチの人気が上昇するにつれ亀裂はさらに深まり、第5シーズンの終了とともにウィルコックスが降板、ジョンは退職して帰郷というクリフハンガーで中断となった。第6シーズンではトム・ライリー演じるボビー・ネルソンを新しい相棒に迎えて製作された。日本では主役キャラクターの変更により第6シーズンは「白バイ野郎パンチ&ボビー」と邦題が改められた。
1998年には帰ってきた白バイ野郎ジョン&パンチ （原題: 『CHiPs '99』） というテレビ映画がTNTにより製作された。日本語吹き替えのキャストは、主役であるジョンとパンチについてはレギュラーシーズンと同一だったが、他のメンバーのキャストについては変更されている。
2005年、パンチ役にウィルマー・バルデラマを起用した劇場版リメイク映画の製作が発表されたが最終的には実現されず、ワーナー・ブラザースは2017年8月11日公開予定となるリブート版映画の製作を発表した。監督・脚本・共同プロデュース・ジョン役にダックス・シェパード、パンチ役にマイケル・ペーニャがキャスティングされ、最終的には2017年3月24日全米公開された。日本では劇場公開はされなかったが、「チップス 白バイ野郎ジョン&パンチ再起動!?」の邦題でYouTube・Amazon・iTunes・ひかりTV等オンデマンド動画配信サービスで有料コンテンツとして配信されている。

## キャスト

### 主役
ジョン
本名、ジョナサン・アンドリュー・ベイカー (Jonathan Andrew Baker)
演：ラリー・ウィルコックス、吹替：田中秀幸
通称ジョン。ジョンは一般的な綴りJohnと違って、Jon（邦題「緊急通報大騒動」で言及）。“Jonathan”から拘っているらしい。
カリフォルニア・ハイウェイ・パトロール、セントラル分署モーターサイクル・オフィサー（白バイ隊員）。コールサインは「メリーセブン3号 (7 Mary 3)」、パトカー警官だった際には「アダム6」
ワイオミング州出身の白人。ベトナム戦争に従軍、除隊後にCHPへ入った。実家はワイオミング州で農場を経営している。金髪碧眼、黄色（一部で「白」の表記あり）の鹿革手袋を使用。
パトカー警官時代に、違反切符を切ったのが縁でパンチと知り合い、その後、パンチを白バイ警官に誘うことになる。特殊車両や小型飛行機の免許を所持しており、ボウリングの指導員の経験もあるなど、何でもそつなくこなす。模範的な警官で、真面目、几帳面、温厚。上司や同僚たちからの信頼も厚いが、怒らせると恐い面もある。
第1シーズンから第5シーズンまで登場。第5シーズンの後、実家の農場を手伝うために退職するが、後に復職する。「帰ってきた〜」では、警部(Captain) まで昇進している。
パンチ
本名、フランシス・ルエリン・パンチョレロ (Francis Llewellyn Poncherello)
演：エリック・エストラーダ、吹替：古川登志夫
通称はフランクやパンチの愛称が用いられている。
カリフォルニア・ハイウェイ・パトロール、セントラル分署モーターサイクル・オフィサー。コールサインは「メリーセブン4号 (7 Mary 4)」（第1〜5シーズン）、「メリーセブン6号 (7 Mary 6)」（第6シーズン）
ヒスパニック。最終学歴はレハイ実業高校卒。かつてはバイクを乗り回す不良であったが、違反切符を切ったパトカー警官のジョンにバイクの腕を見込まれ、誘いを受けて警官になった。白バイ警官の訓練所は仮卒業で、補助隊員として採用されている。
お調子者、自信過剰、押しが強いといったCHIPの問題児であり、上司のギトレア巡査部長にとっては頭痛の種。ユーモラスで憎めない性格のためか、同僚からは好かれている。女性に目がなく、秘密の手帳には電話番号がびっしりと書き込まれている。しかし、正義感は強く、不平を言うことはあっても警官の仕事を好いている。
歌やダンスも得意で、空手の心得まであり黒帯保持。多くの女の子とデートして決まった相手はいなかったが、ヴァネッサという女性と真剣な恋をする。しかし、ヴァネッサとの結婚を決意した矢先にヴァネッサは事故死してしまう。
当初はトレーラーハウス住まいであったが、話数を重ねるにつれ生活レベルが向上し、アパート暮らしをするまでになる。
全シーズンに登場。ただし第5シーズンでは一時期、降板ではないが出演シーンが少なくなりスティーブ・マクリーシュ（ブルース・ジェンナー）が登場して代わりを務めている。「帰ってきた〜」では、長い休職を経て復帰。かつて事故から救った女性と結婚、1子を儲けているが妻は病死している。
ボビー・ネルソン
本名、ロバート・トーバルド・ネルソン (Robert Torvald Nelson)
演：トム・ライリー、吹替：太川陽介
通称ボビー(Bobby)。すぐ熱くなる性格で“ホットドッグ”の異名もある。
カリフォルニア・ハイウェイ・パトロール、セントラル分署モーターサイクル・オフィサー。コールサインは「メリーセブン7号 (7 Mary 7)」
第6シーズンに登場。退職したジョンに代わりパンチの相棒となったが、諸事情でトム・ライリーが降板するのに伴い、弟のブルース・ネルソンへ交代した。
ブルース・ネルソン
本名、ブルース・ペンウェイ・ネルソン (Bruce Penway Nelson)
演：ブルース・ペンホール、吹替：塩屋翼
カリフォルニア・ハイウェイ・パトロール、セントラル分署モーターサイクル・オフィサー見習い。のち、正式に隊員となる。コールサインは「メリーセブン8号 (7 Mary 8)」
第6シーズンに登場。ボビー・ネルソンの弟である。諸事情でボビー役のトム・ライリーが降板するのに伴い、正式に隊員となってからはパンチの相棒になった。
「帰ってきた〜」では、巡査部長に昇進している。

### カリフォルニア・ハイウェイ・パトロール
ギトレア部長
本名、ジョセフ・ギトレア(Joseph "Joe" Getraer)
演：ロバート・パイン、吹替：嶋俊介　帰ってきた白バイ野郎ジョン&パンチのみ小島敏彦
カリフォルニア・ハイウェイ・パトロール、セントラル分署・巡査部長。コールサインは「S4」または「S1」。自ら出動する際には白バイを使っている。
全シーズンに登場。放送初期の日本語吹き替えは、第1シーズンでは「警部」、第2シーズン以降は「部長」。のち分署長。
原語版での通称はジョー(Joe。Josephの省略形) 。
パンチやジョンの直接の上司にあたる。妻・ベティと娘・エレン、息子・ティミーがおり、シーズンの後半でクリストファーという息子が産まれる。優秀ではあるが厳格なため、特にパンチからは煙たがれることもある。本質的には部下思いの人物であり、いざとなったらちゃんと部下をかばう。
CHPのチェストーナメントでは優勝したこともある。犬アレルギー持ち。
「帰ってきた〜」では、CHP長官(Commissioner)に昇進している。
アーティ
本名、アーサー・リー・グロスマン (Arthur Lee Grossman)
演：ポール・リンク、吹替：山田俊司（現：キートン山田）
カリフォルニア・ハイウェイ・パトロール、セントラル分署白バイ・パトカー隊員。コールサインは「メリーセブン5号 (7 Mary 5)」（第1〜5シーズン）、「メリーセブン9号 (7 Mary 9)」（第6シーズン）
初登場はシーズン1第11話で全シーズンに登場。愛称はグロッシー。日本語吹き替え版ではアーティの愛称が用いられている。
大食漢で、肥満体質である。さまざまな方面の知識に長けており、クイズ番組に出場した際には賞金を手にする1歩手前までたどり着いた。知識をひけらかすタイプ。薀蓄をたれてはみんなに煙たがられることも多い。既婚者。
「帰ってきた〜」では、刑事 (Detective) になっている。

#### その他
ジーン・フリッツ (Gene Fritz)
演：ルー・サンダース、吹替：長堀芳夫（現：郷里大輔）
カリフォルニア・ハイウェイ・パトロール、セントラル分署パトカー要員。コールサインは「デイヴィッドセブン(7 David)」または「デイヴィッドファイブ(5 David)」。
第1シーズンから第2シーズンまで登場。第3シーズン以降は7 Davidはターナーが使用している。
第1シーズンの半ばで妊娠中の妻がいた。
バリー・バリクザー (Barry Baricza)
演：ブロディ・グリア、吹替：塩沢兼人
カリフォルニア・ハイウェイ・パトロール、セントラル分署パトカー要員。コールサインは「アダムセブン (7 Adam)」。
第1シーズンから第5シーズンまで登場。
「帰ってきた〜」を除くシリーズの中で、唯一銃を抜いたシーンがある警官。
シンディ・ケーヒル
演：ブライアン・リーリー、吹替：水沢有美
カリフォルニア・ハイウェイ・パトロール、セントラル分署パトカー要員。コールサインは「チャールズセブン (7 Charles)」。
第2シーズンに登場。
志望は白バイ警官だが、若年のため養成所に入れない。バイクの技術は高く、軽量バイクを使った丘陵パトロールで特別に任務に加わったこともある。
ジェベディア・ターナー
演：マイケル・ドーン、吹替：長堀芳夫（現：郷里大輔）
カリフォルニア・ハイウェイ・パトロール、セントラル分署パトカー要員。コールサインは「デイヴィッドセブン(7 David)」。
第3シーズンから第5シーズンまで登場。
スティーブ・マクリーシュ
演：ブルース・ジェンナー
大富豪の生まれで一時期だけパンチの代わりにジョンの相棒を務めている。
第5シーズンに登場。
ボニー・クラーク
演：ランディ・オークス、吹替：水沢有美
カリフォルニア・ハイウェイ・パトロール、セントラル分署パトカー要員。
第3シーズンから第5シーズンまで登場。
キャシー・リナハン
演：ティナ・ゲイル、吹替：佐々木るん
カリフォルニア・ハイウェイ・パトロール、セントラル分署の白バイ隊員。
第6シーズンに登場。
ベンジャミン・ウェブスター
演：クラレンス・ギルヤードJr.、吹替：竹村拓
カリフォルニア・ハイウェイ・パトロール、セントラル分署パトカー要員。
第6シーズンに登場。
ハーラン・アーリス
演：ルー・ワグナー、吹替：小野丈夫
カリフォルニア・ハイウェイ・パトロール、セントラル分署メカニック。
第2シーズンから第6シーズンまで登場。
身長が低いことをたびたびアーティにネタにされている。ロサンゼルス市警察に憧れ採用試験を受けたが、視力が基準に満たず不合格。

## エピソード

### ジョン&パンチ
| 話数  | タイトル                                  | 原題                                         |
| ----- | ----------------------------------------- | -------------------------------------------- |
| 1     | 只今 見習い中                             | CHIPS                                        |
| 2     | パンチの入院                              | UNDER TOWN                                   |
| 3     | 汚染食品を探せ                            | BABY FOOD                                    |
| 4     | オンボロバス必死の背走                    | MOVING VIOLATION                             |
| 5     | こんな格好で失礼します                    | HUSTLE                                       |
| 6     | 偽警官は誰か                              | ONE TOO MANY                                 |
| 7     | ワンちゃんハイウェー大爆走                | DOG GONE                                     |
| 8     | 母校の誉れだパンチ君                      | CAREER DAY                                   |
| 9     | 占いなんか信じるものか                    | GREEN THUMB BURGLAR                          |
| 10    | ジョンの作家志望                          | TAKING IT'S TOLL                             |
| 11    | 水びたしの初体験                          | AWEIGH WE GO                                 |
| 12    | 高級車を狙う極上美女                      | NAME YOUR PRICE                              |
| 13    | パンチが恋した看板美女                    | HIGHWAY ROBBERY                              |
| 14    | 牛泥棒                                    | RUSTLING                                     |
| 15    | 水辺のデート                              | SURF'S UP                                    |
| 16    | 赤ちゃん大騒動                            | VINTAGE 54                                   |
| 17    | 青春の火遊び                              | HITCH HIKING HITCH                           |
| 18    | ギャンブルトラックを追え                  | RAINY DAY                                    |
| 19    | 涙・涙の減量作戦                          | CRASH DIET                                   |
| 20    | 警官パンチ誕生秘話                        | FLASH BACK                                   |
| 21    | 走る凶器 標的は警官                       | CROCK-UP                                     |
| 22    | 緊急通報大騒動                            | CRY WOLF                                     |
| 23    | 塩素ガス輸送作戦                          | THE VOLUNTEERS                               |
| 24    | パトカー直撃銃弾の嵐                      | PEAKS AND VALLEYS                            |
| 25    | 愛の手錠                                  | FAMILY CRISIS                                |
| 26    | 怪人ファントム登場                        | SUPERCYCLE                                   |
| 27    | ジョンは私の王子さま                      | HIGH FLYER                                   |
| 28    | 英雄登場                                  | REPO MAN                                     |
| 29    | チビッコ公害の町                          | NEIGHBOURHOOD WATCH                          |
| 30    | 殿下のお守り                              | THE SHEIK                                    |
| 31    | 四つの坊や大冒険                          | DISASTER SQUAD                               |
| 32    | 激突大破22台                              | RETURN OF THE TURKS                          |
| 33    | 緊迫戦法                                  | PRESSURE POINT                               |
| 34    | 白昼の銀行強盗                            | RALLY ROUND THE BANK                         |
| 35    | 無謀運転 爆薬輸送                         | HIGH EXPLOSIVE                               |
| 36    | 逆恨み                                    | THE GRUDGE                                   |
| 37    | 幽霊強盗現る                              | TRICK OR TRICK                               |
| 38    | 隔離                                      | QUARANTINE                                   |
| 39    | パンチの車が盗まれた                      | DOWN TIME                                    |
| 40    | 自殺願望の女                              | THE MATCH MAKERS                             |
| 41    | 大事故                                    | MAIT TEAM                                    |
| 42    | 暴走族                                    | RIDE THE WHIRLWIND                           |
| 43    | 非行少年別れ道                            | CHP BMX                                      |
| 44    | 大型トラック大暴発                        | BIO-RHYTHMS                                  |
| 45    | ガソリン泥棒                              | HIGH OCTANE                                  |
| 46    | ビーチ族対山犬族                          | VALLEY GO HOME                               |
| 47    | 偽装紙幣を追え                            | COUNTERFEIT                                  |
| 48    | 体当たり！詐欺師                          | DEATH WATCH                                  |
| 49    | パンチ重傷                                | RETURN OF THE SUPERCYCLE                     |
| 50    | 祝！パンチ退院                            | HOT WHEELS                                   |
| 51    | 体当たり自動車レース                      | DESTRUCTION DERBY                            |
| 52    | 疾走！魅惑のドライバー 前編               | DRIVE, LADY DRIVE                            |
| 53    | 疾走！魅惑のドライバー 後編               | DRIVE, LADY DRIVE                            |
| 54    | 水上バイクで高速追跡                      | OVERLOAD                                     |
| 55    | 傷だらけの再出発                          | WEELING                                      |
| 56    | 詐欺師夫婦の涙                            | CHRISTMAS WATCH                              |
| 57    | 緊急救助のABC                             | E.M.T                                        |
| 58    | 砂漠の大爆走                              | OFF ROAD                                     |
| 59    | アイスクリームを売る男                    | ICECREAM MAN                                 |
| 60    | 情報提供者                                | JAIL BIRDS                                   |
| 61    | 少女マーラを守れ！                        | TWO TRUCK LADY                               |
| 62    | ナイチンゲール                            | NIGHTINGALE                                  |
| 63    | 爆走スタントカー                          | THRILL SHOW                                  |
| 64    | 新人オペレーター大活躍                    | 11-99 OFFICER NEED HELP                      |
| 65    | 麻薬密輸はジョーズの海で                  | SHARKS                                       |
| 66    | 中年暴走族 ボニーを誘拐                   | SARAN'S ANGEL                                |
| 67    | カラテ対決！！帰ってきたコンドル達        | A THREAT OF WAR                              |
| 68    | 愛を求めた少年レーサー                    | GO-CART TERROR                               |
| 69    | パンチ金運最悪の日                        | CRASH COURSE                                 |
| 70    | 子鹿を守れ！リトルインディアン            | POACHERS                                     |
| 71    | 目撃者は手術中に消せ！                    | A SIMPLE OPERATION                           |
| 72    | 美人現場監督奮闘中！                      | 40TONS OF TROUBLE                            |
| 73    | UFOが起こした二重衝突                     | DEADMAN'S RIDDLE                             |
| 74    | 海岸通りはロックでフィーバー              | BATTLE OF THE BANDS                          |
| 75    | 頑固親父のポンコツ飛行隊                  | THE HAWK AND THE HUNTER                      |
| 76-77 | パンチ興奮！マリブ海岸に 映画スター大集合 | THE GREAT5K STAR RACE AND BOULDER WRAP PARTY |
| 78    | かなり太めのバスケットコーチ              | HOME FIRES BURNING                           |
| 79    | 激突カーチェイス！CHP対市民自衛団         | VIGILANTE                                    |
| 80    | 塩酸流出！セクシー姉妹危うし              | TO YOUR HEALTH                               |
| 81    | 今夜はジョンが最高！美人検事対辣腕弁護士  | WHEELS OF JUSTIS                             |
| 82    | 恐怖の幻覚事故！警官ボニー奇跡の生還      | DYNAMITE ALLEY                               |
| 83    | 狙われたチップス                          | NEW GUY IN TOWN                              |
| 84    | 荒野を駆ける金髪少女                      | MOON LIGHT                                   |
| 85    | パンチの仰天ヌード！ びっくり犬猿強盗団   | TRAINED FOR TROUBLE                          |
| 86    | 街道を荒らす泥棒一家                      | VAGABONDS                                    |
| 87    | 姉弟そろって自信喪失                      | BREAKING POINT                               |
| 88    | 路上の虎 堤防のジャガー                   | TIGER IN THE STREETS                         |
| 89    | 恋人強奪！！ハイウェーの離れ業            | SUICIDE STUNT                                |
| 90    | 脱獄襲撃！戦車隊ハイウェーへ              | GAME OF WAR                                  |
| 91    | 街角の静かな隣人                          | SILENT PARTNER                               |
| 92    | レーザー炸裂！怪盗VS名馬路上の激闘        | BRIGHT FLASHES                               |
| 93    | 高度1000遭難機に飛び移れ！！              | BOMB RUN                                     |
| 94    | 緊急避難！毒ガスと午後4時の海風           | FLARE UP                                     |
| 95    | トパンガ峡谷の呪いトラック大爆走          | WEED WARS                                    |
| 96    | 愛人バンク摘発 美人警官ミッチェル＆ウッズ | MITCHEL & WOOD                               |
| 97    | 爆破強盗！警察犬K9部隊出動せよ            | K-9-1                                        |
| 98    | スティーブ新登場！燃えろ勇者              | FINDERS KEEPERS                              |
| 99    | 青春を賭けた暴走インディ                  | THE KILLER INDY                              |
| 100   | パンチ女子大生と同棲生活に入る            | FAST MONEY                                   |
| 101   | 緊急！！全車急げ！ダイヤ強盗オトリ作戦    | DIAMOND IN THE ROUGH                         |
| 102   | 盗まれた名車と財閥令嬢                    | CONCOURS D'ELEGANCE                          |

### パンチ&ボビー
| 話数 | タイトル                                   | 原題                       |
| ---- | ------------------------------------------ | -------------------------- |
| 1    | パンチ月夜にETと遭遇                       | The Spaceman Made Me Do It |
| 2    | 悪魔に魅入られたロック                     | Rock Devil Rock            |
| 3    | オーシャンアイランドの恋人たち             | This Year'S Riot           |
| 4    | ひょうきんロボット大爆発！？               | Day Of The Robot           |
| 5    | ギトレア部長と娘エレンの長い一日           | Fallout                    |
| 6    | 痛快！！ミニバイクに乗った宝石泥棒         | Foxtrap                    |
| 7    | 盗まれた高性能車！！ハイスクールに潜入せよ | High Times                 |
| 8    | パンチ本当の恋 そして悲しい結末            | Head Over Heels            |
| 9    | 対決マルホウンド！地獄峠のレース           | Return To Death'S Door     |
| 10   | 小さな宇宙戦士 スペースシャトルへの旅      | Journey To A Spacecraft    |
| 11   | パロミノクラブ大乱闘！牛泥棒を追え         | Country Action             |
| 12   | 人質監禁！襲われたパンチと女友達           | Hot Date                   |
| 13   | 武装強奪犯を追え！ロングビーチ大追跡       | Fire Power                 |
| 14   | 連続盗難学園祭の悪ガキクラブ               | Fun House                  |
| 15   | 度胸一発！飛行機を飛び越すジャンプ野郎     | Something Special          |
| 16   | 荒野の大脱走！白バイ対謎の飛行機           | Fast Company               |
| 17   | 涙の逆転シュート！！少年パトロール隊大作戦 | Return Of The Patrol       |
| 18   | 白バイ爆走 人気漫画の秘密を追え            | Things That Go Creep       |

## スタッフ
- 制作：ロズナー・テレビジョン、MGM-TV
- プロデューサー：リック・ロズナー
- 二輪車供給：カワサキモータース
- 音楽（第1シーズン）・テーマ曲作曲：ジョン・パーカー
- 音楽（第2シーズン以降）：アラン・シルヴェストリ
- 劇伴は複数の作曲者が手掛けているが、パーカーやシルヴェストリの他にマイク・ポスト、J・J・ジョンソン、ブルース・ブロートンらも名を連ねている。
- パーカー作曲のメインテーマ曲は第1シーズンではジャズ調のアレンジだったが、第2シーズン以降はシルヴェストリによってディスコミュージック風にアレンジし直された。
- 2006年から2010年にかけて、シルヴェストリが手がけた第2シーズンから第4シーズンのサウンドトラックがFilm Score Monthlyより3枚発売された。一方で、第1シーズンの楽曲のCD化は実現されなかった。

## 日本語版スタッフ
- 翻訳：たかしまちせこ
- 演出：壺井正[8]
- 日本語版製作 - グロービジョン

## 放送局
- National Broadcasting Company
- 日本テレビ
- スーパー!ドラマTV（初放送当時は「スーパーチャンネル」）
- TBSチャンネル
- FOXクラシック 名作ドラマ

## 関連商品

### DVD
ワーナー・ブラザース・ホームエンターテイメントから『白バイ野郎ジョン&パンチ　コンプリートBOX』DVDが順次発売。収録エピソードの順番は、「米国で放映された順番」となっている。
放映当時に日本語吹き替えがあった話は原則、全て吹き替えが収録されているが、日本での放送時にカットされたシーンは日本語字幕に切り替わる。（ただし、日本で放映されたエピソードでも、日本語吹き替え音源を紛失しているエピソードは日本語字幕のみで収録される可能性あり）
白バイ野郎ジョン&パンチ＜ファースト・シーズン＞
全22話（本編・映像特典にパンチの番組紹介・DISC6に特典「パンチ誕生秘話 」）6枚組 品番：1000547568 発売日：2015年3月4日
白バイ野郎ジョン&パンチ＜セカンド・シーズン＞
全22話（本編・DISC6に特典「実録ハイウェイパトロール特別総集編」）6枚組 品番：1000547569 発売日：2015年4月8日に
白バイ野郎ジョン&パンチ＜サード・シーズン＞
全24話（本編）5枚組 品番：1000547570 発売日：2015年5月13日
白バイ野郎ジョン&パンチ＜フォース・シーズン＞
全21話（本編）5枚組 品番：1000597907 発売日：2016年5月11日
白バイ野郎ジョン&パンチ＜フィフス・シーズン＞
全27話（本編）5枚組 品番：1000642674 発売日：2017年5月10日
白バイ野郎パンチ&ボビー＜シックス・シーズン＞
全22話（本編）4枚組 品番：1000697143 発売日：2017年11月22日
本放送時に日本独自で作られた次回予告があったが、これはDVDには収録されていない。

### CD
゛CHiPs゛Season Two 1978-79 VOLUME.1
品番：B003HLHBCE 発売日：2006年8月18日
゛CHiPs゛Season Three 1979-80 VOLUME.2
品番：B003HLHBCO 発売日：2008年10月14日
゛CHiPs゛Season Four 1980-81 VOLUME.3
品番：B0041G90F0 発売日：2010年8月25日

## パロディ及び他作品における扱い
- 『100 オトナになったらできないこと』の第12話「新しい友達を作ろう[原題:Make A New Friend Thing!]」〈2017年2月22日にNHK Eテレで放映〉でクリスポと風紀委員のポール・シュワイマーが劇中でジョン＆パンチのオープニングをパロディしていた。
- 映画『ローデッド・ウェポン1』にエストラーダ、ウィルコックス両名がパンチとジョンを彷彿とさせる役でカメオ出演している。
- 『HAWAII FIVE-0』シーズン1第14話「無実の男[原題:He Kane Hewa' Ole]」にて、スティーヴ・マクギャレットとダニー・ウィリアムズが「ジョン＆パンチ」で言えば自分たちのうちどちらがパンチ役にあたるか口論となるシーンがある。なお劇中の終盤ではシーズン1第3話「ワンちゃんハイウェイ大暴走」の映像が流れている。
- 『30 ROCK/サーティー・ロック』シーズン4第8話”Secret Santa”（日本未放映）においてリズ・レモンのかつての憧れとして名前の挙がったラリー・ウィルコックスがかつてジョン役を演じた本人役でカメオ出演した。

## 日本語版
- 次回予告の音声部分は、次回の内容と関係ない声優の掛け合いなどが行われた。ネタとしてはジョンパン節（ドンパン節の替え歌）、ウルメイワシなどがあった。
- 第6シーズンのエンディングには、古川登志夫と太川陽介が歌う『Hey,ミスター・バイク!』が流れた。

## リブート作品
- チップス 白バイ野郎ジョン&パンチ再起動!? - 2017年の映画。原題は『CHiPs』。